# スヴェトザル・ボロイェヴィッチ
スヴェトザル・ボロイェヴィッチ・オド・ボイネ（クロアチア語: Svetozar Borojević od Bojne / Svetozar Borojević od Bojne）、あるいはシュフェトツァール・ボロイェフィク・フォン・ボイナ（ドイツ語: Svetozar Boroëvić von Bojna）1856年12月13日 – 1920年5月23日）は、オーストリア＝ハンガリー帝国の陸軍軍人。

## 経歴
ナティ に属する正教徒の家庭に、クロアチアのコスタイニツァで生まれた。
士官学校を出て陸軍入隊後、1878年のベルリン条約に基づくボスニア・ヘルツェゴビナ進駐に参加（1908年の併合宣言まで名目上の宗主権はオスマン帝国にあった）。その後士官学校で再教育を受けてから、今度は数年間教官を務めたのち、再び指揮官に復帰している。
1914年に第一次世界大戦が開戦すると東部戦線に配属され、1914年9月の初めは、第三軍の指揮官に転進し、10月の初めに、彼はプレツミスル要塞をロシア軍の包囲から一時的に解放し、プレツミスル（現プシェムィシル）の小康状態をもたらす。しかし東部戦線ではオーストリア軍の敗走が続き、第三軍もカルパティア山脈まで退く。
包囲されたプレツミスル要塞を救援すべく、年明けの1月の真冬に攻勢命令が参謀本部から出るが、真冬のしかも山中の進軍はほとんど叶わず、攻撃は翌月に中止され、翌3月にはプレツミスル要塞のオーストリア軍は降伏し要塞は開城する。しかし程なくドイツ軍の増援が到着し、アウグスト・フォン・マッケンゼン率いる独第十一軍とヨーゼフ・フェルディナント大公の墺第四軍による、戦線の突出部のゴルリッツ突破をはたすが、この間、イタリア王国がオーストリアに宣戦布告し、ボロイェヴィッチはプレツミスル奪還を見る前にイタリア戦線に
転属となり、後事をマッケンゼンに託す。独墺軍は翌月にプルゼミスル、続いてレンベルク（現リヴィウ）奪還を果たす。
イタリア戦線では第四軍司令官となり、イタリア軍をイゾンツォ川を挟んで対峙する。この河を挟んだイタリア軍の攻勢を寡兵であったにもかかわらず十一度にもわたって彼は防ぎ切っている。そのため、「イゾンツォの騎士」の異名をとった。1916年5月1日には上級大将に昇進を果たし、1917年8月23日には、イタリア戦線の指揮官に、1918年2月1日には陸軍元帥に昇進、マリア・テレジア軍事勲章他多数の勲章を受章した。
オーストリアが数において優勢であったイタリア軍を退けることができたのは、山岳地形を有利に利用した防御戦術であり、戦線は十一回にわたる攻防戦においてほとんど変わらなかったが、続くカポレットの戦いとピアーヴェ川の戦いにおいて戦況は両者の間で大きく揺れ動くことになる。オーストリアはカポレットの戦いにてドイツ軍の支援の下、イタリア軍に大勝したが、続くピアーヴェ川の戦いの攻勢に失敗。敗戦間近の厭戦気分のもとで脱走兵を大量に出す中、ボロイェヴィッチは退却命令を出すが先回りしたイタリア軍に捕捉・襲撃され、降伏に至った（ヴィットリオ・ヴェネトの戦い）。これをもってオーストリア軍はほぼ消滅し、終戦とともに帝国はなすすべもなく解体し、彼も退役となる。
戦後、領土を縮小されたオーストリア国内に移住し、1920年5月クラーゲンフルトで死去。